# Clugin
Clugin (Reto-Romaans: Clugén) is een plaats en voormalige gemeente in het Zwitserse kanton Graubünden en maakt deel uit van het district Hinterrhein.
Clugin telt 27 inwoners.

## Geschiedenis
Op 1 januari 2009 ging Clugin op in de naburige gemeente Andeer